# Batcave (discoteca)
The Batcave club es una discoteca ubicada en Meard Street en el barrio del Soho, Londres (Inglaterra). Es considerada la cuna de la subcultura gótica. Fue uno de los primeros lugares donde se reunían los góticos. El término Batcavers es utilizado para describir a los incipientes fanes del rock gótico y deathrock. El término Batcave es todavía utilizado en Europa para referirse a la música gótica con un sonido post punk y atmósferas tétricas; The Batcave club sería paralelamente el recinto del rock gótico como lo fue el CBGB para el movimiento del punk y del new wave.

## Historia
El club abrió sus puertas en julio de 1982. Aunque inicialmente estaba especializado en la música new wave y en el glam rock más tarde se centró en el rock gótico. Ollie Wisdom, el cantante de la banda anfitriona, Specimen, dirigió el club con la ayuda del director de producción Hugh Jones. Entre las bandas que solían tocar en la Batcave se encontraban cantantes como Robert Smith (de The Cure), Siouxsie Sioux, Steve Severin, Foetus, Marc Almond o Nick Cave. 
Una amplia gama de bandas solía tocar en el club, respaldados por la actuación de los DJ's residentes Hamish 'the paranoid' McDonald y Annie Hogan (miembro de la banda de Marc Almond). Las bandas que tocaban también incluían rock gótico como el Deathrock, entre ellas destaca Alien Sex Fiend, también la banda anfitriona Specimen, que estaba influenciada notablemente por el glam rock de la década de 1970 y Sex Gang Children, estas bandas posteriormente desarrollaron estilos musicales como el gothic rock, el dark cabaret y el deathrock. En el club también se mostraban películas en blanco y negro en un teatro antiguo y ocasionalmente había un insólito cabaret. En gran medida, la imagen y la moda de la subcultura se debe a las bandas que tocaron en Batcave.
En 1983, un disco de vinilo titulado The Bat Cave, Young Limbs & Numb Hymns fue lanzado por el sello de grabación de Londres. La recopilación incluye canciones de The Specimen (Dead Mans Autochop), Sexbeat (Sex Beat), Test Dept. (Shockwork), Patti Palladin (The Nuns New Clothes), James T. Pursey (Eyes Shine Killidiscope), Meat of Youth (Meat of Youth), Brilliant (Coming Up For The Downstroke), The Alien Sex Fiend (R.I.P.), y The Venomettes (The Dance of Death). En el interior un texto rezaba: 

Look past the slow black rain of a chill night in Soho; Ignore the lures of a thousand neon fire-flies, fall deft to the sighs of street corner sirens - come walk with me between heaven and hell.  Here there is a club lost in its own feverish limbo, where sin becomes salvation and only the dark angels tread.  For here is a BATCAVE.  This screaming legend of blasphemy, Lechery, and Blood persists in the face of adversity.  For some the Batcave has become an icon, but for those that know it is an iconoclast, it is the avenging spirit of nightlife's badlands - its shadow looms large over London's demi-Monde:  It is a challenge to the false Idol.  It Will Endure.

En la actualidad, las nuevas bandas de deathrock han comenzado a describir su música como "Batcave". Cabe señalar que estas bandas son generalmente de países de habla no inglesa. Las bandas que originalmente tocaron en el club denominaron a su estilo "The Batcave". 
En los últimos años, Batcave ha vuelto a abrir el local varias veces.